# رود سوباط
رود سوباط (به عربی: نهر السوباط) رودخانه‌ای به طول ۳۵۴ کیلومتر در سودان جنوبی در آفریقاست که یکی از شاخابه‌ها یا رودهای فرعی نیل را تشکیل می‌دهد.

## مشخصات
رود سوباط از تلاقی دو رود بارو که به سمت غرب جریان دارد و پیبور که به سمت شمال در جریان است در مرز سودان با اتیوپی شکل می‌گیرد. این رود که جنوبی‌ترین شاخابه از شاخابه‌های شرقی بزرگ رود نیل است در دولیب هیل در نزدیکی شهر ملکال واقع در استان نیل بالا در سودان جنوبی به رود نیل سفید می‌ریزد. رود سوباط به هنگام طغیان حجم وسیعی از آب حاوی رسوبی سفیدرنگ را تخلیه می‌کند که نام رود نیل سفید نیز برگرفته از همین رسوب است.
سوباط و شاخابه‌های آن حوضه آبریزی به مساحت تقریبی ۲۲۵٬۰۰۰ کیلومتر مربع را آبیاری می‌کند. میانگین بدهٔ این رود در سال ۴۱۲ متر مکعب بر ثانیه است.